# Cubanoptila grimaldii
Cubanoptila grimaldii is een fossiele soort schietmot uit de familie Glossosomatidae.